# Maypole (Dartford)
Maypole – osada w Anglii, w hrabstwie Kent. Leży 4 km od miasta Dartford. W 2018 miejscowość liczyła 2042 mieszkańców.